# Acme (Washington)
Acme is een plaats (census-designated place) in de Amerikaanse staat Washington, en valt bestuurlijk gezien onder Whatcom County.

## Demografie
Bij de volkstelling in 2000 werd het aantal inwoners vastgesteld op 263.

## Geografie
Volgens het United States Census Bureau beslaat de plaats een oppervlakte van
25,4 km², geheel bestaande uit land. Acme ligt op ongeveer 119 m boven zeeniveau.

## Plaatsen in de nabije omgeving
De onderstaande figuur toont nabijgelegen plaatsen in een straal van 20 km rond Acme.